# 田玹
田玹（1413年—？），字廷玉，浙江寧波府奉化縣人，民籍。明朝政治人物。

## 生平
正統六年（1441年）辛酉科浙江鄉試第二十名。正統七年（1442年）聯捷壬戌科會試第八十一名，殿試登進士第三甲第十四名。

## 家族
曾祖田與二。祖父田再一。父亲田肅。